# RBM22
RBM22 (англ. RNA binding motif protein 22) – білок, який кодується однойменним геном, розташованим у людей на короткому плечі 5-ї хромосоми. Довжина поліпептидного ланцюга білка становить 420 амінокислот, а молекулярна маса — 46 896.
| 10         |  | 20         |  | 30         |  | 40         |  | 50         |
| ---------- |  | ---------- |  | ---------- |  | ---------- |  | ---------- |
| MATSLGSNTY |  | NRQNWEDADF |  | PILCQTCLGE |  | NPYIRMTKEK |  | YGKECKICAR |
| PFTVFRWCPG |  | VRMRFKKTEV |  | CQTCSKLKNV |  | CQTCLLDLEY |  | GLPIQVRDAG |
| LSFKDDMPKS |  | DVNKEYYTQN |  | MEREISNSDG |  | TRPVGMLGKA |  | TSTSDMLLKL |
| ARTTPYYKRN |  | RPHICSFWVK |  | GECKRGEECP |  | YRHEKPTDPD |  | DPLADQNIKD |
| RYYGINDPVA |  | DKLLKRASTM |  | PRLDPPEDKT |  | ITTLYVGGLG |  | DTITETDLRN |
| HFYQFGEIRT |  | ITVVQRQQCA |  | FIQFATRQAA |  | EVAAEKSFNK |  | LIVNGRRLNV |
| KWGRSQAARG |  | KEKEKDGTTD |  | SGIKLEPVPG |  | LPGALPPPPA |  | AEEEASANYF |
| NLPPSGPPAV |  | VNIALPPPPG |  | IAPPPPPGFG |  | PHMFHPMGPP |  | PPFMRAPGPI |
| HYPSQDPQRM |  | GAHAGKHSSP |  |            |  |            |  |            |

A: Аланін

C: Цистеїн

D: Аспарагінова кислота

E: Глутамінова кислота

F: Фенілаланін

G: Гліцин

H: Гістидин

I: Ізолейцин

K: Лізин

L: Лейцин

M: Метіонін

N: Аспарагін

P: Пролін

Q: Глутамін

R: Аргінін

S: Серин

T: Треонін

V: Валін

W: Триптофан

Кодований геном білок за функцією належить до фосфопротеїнів. 
Задіяний у таких біологічних процесах, як процесинг мРНК, сплайсинг мРНК, транспорт, ацетилювання, альтернативний сплайсинг. 
Білок має сайт для зв'язування з іонами металів, іоном цинку, РНК. 
Локалізований у цитоплазмі, ядрі.